# Championnat du Luxembourg de football 1965-1966
Navigation
Saison précédente Saison suivante
La saison 1965-1966 du Championnat du Luxembourg de football était la 52e édition du championnat de première division au Luxembourg. Les douze meilleurs clubs du pays se retrouvent au sein d'une poule unique, la Division Nationale, où ils s'affrontent deux fois, à domicile et à l'extérieur. À l'issue du championnat, les deux derniers du classement sont relégués et remplacés par les deux meilleurs clubs de Division d'Honneur, la deuxième division luxembourgeoise.
C'est le club de l'Aris Bonnevoie qui remporte le titre national cette saison après avoir terminé en tête du classement final, avec 7 points d'avance sur un duo composé du club de l'Union Luxembourg et de l'US Dudelange. C'est le 2e titre de champion du Luxembourg de l'histoire de l'Aris. Le tenant du titre, le Stade Dudelange, termine à la 8e place, à 16 points de l'Aris Bonnevoie.

## Les 12 clubs participants
| - Stade Dudelange - CS Pétange - Promu de Division d'Honneur - Red Boys Differdange - US Rumelange - CA Spora Luxembourg - Aris Bonnevoie | - AS La Jeunesse d'Esch - Union Luxembourg - US Dudelange - Avenir Beggen - Promu de Division d'Honneur - Jeunesse Wasserbillig - Alliance Dudelange |

## Compétition

### Classement
Le barème utilisé pour établir le classement est le suivant :
- Victoire : 2 points
- Match nul : 1 point
- Défaite : 0 point

| Rang | Équipe                  | Pts | J  | G  | N | P  | Bp | Bc | Diff |
| ---- | ----------------------- | --- | -- | -- | - | -- | -- | -- | ---- |
| 1    | Aris Bonnevoie          | 35  | 22 | 15 | 5 | 2  | 67 | 25 | +42  |
| 2    | Union Luxembourg        | 28  | 22 | 13 | 2 | 7  | 58 | 33 | +25  |
| 3    | US Dudelange            | 28  | 22 | 11 | 6 | 5  | 58 | 39 | +19  |
| 4    | US Rumelange            | 25  | 22 | 11 | 3 | 8  | 38 | 35 | +3   |
| 5    | Jeunesse d'Esch         | 23  | 22 | 9  | 5 | 8  | 40 | 36 | +4   |
| 6    | Avenir Beggen (P)       | 22  | 22 | 10 | 2 | 10 | 43 | 56 | -13  |
| 7    | CA Spora Luxembourg (C) | 20  | 22 | 6  | 8 | 8  | 38 | 35 | +3   |
| 8    | Stade Dudelange (T)     | 19  | 22 | 8  | 3 | 11 | 34 | 49 | -15  |
| 9    | CS Pétange (P)          | 19  | 22 | 7  | 5 | 10 | 32 | 49 | -17  |
| 10   | Jeunesse Wasserbillig   | 18  | 22 | 8  | 2 | 12 | 36 | 48 | -12  |
| 11   | Red Boys Differdange    | 17  | 22 | 8  | 1 | 13 | 38 | 44 | -6   |
| 12   | Alliance Dudelange      | 10  | 22 | 3  | 4 | 15 | 32 | 65 | -33  |

|  | Qualification pour la Coupe d'Europe des clubs champions 1966-1967                           |
|  | Qualification pour la Coupe des Coupes 1966-1967                                             |
|  | Qualification pour la Coupe des villes de foires 1966-1967                                   |
|  | Relégation en Division d'Honneur                                                             |
|  | (T) Tenant du titre (C) Vainqueur de la Coupe du Luxembourg (P) : Promu de deuxième division |

## Bilan de la saison
| Championnat du Luxembourg de football 1965-1966 |                           |
| Champion                                        | Aris Bonnevoie (2e titre) |
| Coupes et trophées                              |                           |
| Vainqueur de la Coupe du Luxembourg 1965-1966   | CA Spora Luxembourg       |
| Qualifications continentales                    |                           |
| Coupe d'Europe des clubs champions 1966-1967    | Aris Bonnevoie            |
| Coupe des Coupes 1966-1967                      | CA Spora Luxembourg       |
| Coupe des villes de foires 1966-1967            | Union Luxembourg          |
| Promotions et relégations                       |                           |
| Promus en Division Nationale                    | US Mondorf                |
| Promus en Division Nationale                    | Rapid Neudorf             |
| Relégués en Division d'Honneur                  | Red Boys Differdange      |
| Relégués en Division d'Honneur                  | Alliance Dudelange        |